# Kristotomus ridibundus
Kristotomus ridibundus är en stekelart som först beskrevs av Johann Ludwig Christian Gravenhorst 1829.  Kristotomus ridibundus ingår i släktet Kristotomus och familjen brokparasitsteklar. Inga underarter finns listade i Catalogue of Life.